# Papuligobius ocellatus
Papuligobius ocellatus és una espècie de peix de la família dels gòbids i de l'ordre dels perciformes.

## Morfologia
- Els mascles poden assolir 12 cm de longitud total.
- Nombre de vèrtebres: 26.[4][5]

## Alimentació
Menja insectes i zooplàncton.

## Hàbitat
És un peix d'aigua dolça, de clima tropical i bentopelàgic.

## Distribució geogràfica
Es troba a Àsia: conca del riu Mekong (Cambodja, Laos i Tailàndia).

## Observacions
És inofensiu per als humans.